# Jelena Trifunović
Jelena Trifunović (født 4. august 1997 i Kraljevo, Serbien) er en kvindelig slovensk håndboldspiller som spiller for SCM Râmnicu Vâlcea og Serbiens kvindehåndboldlandshold.